# Front Street

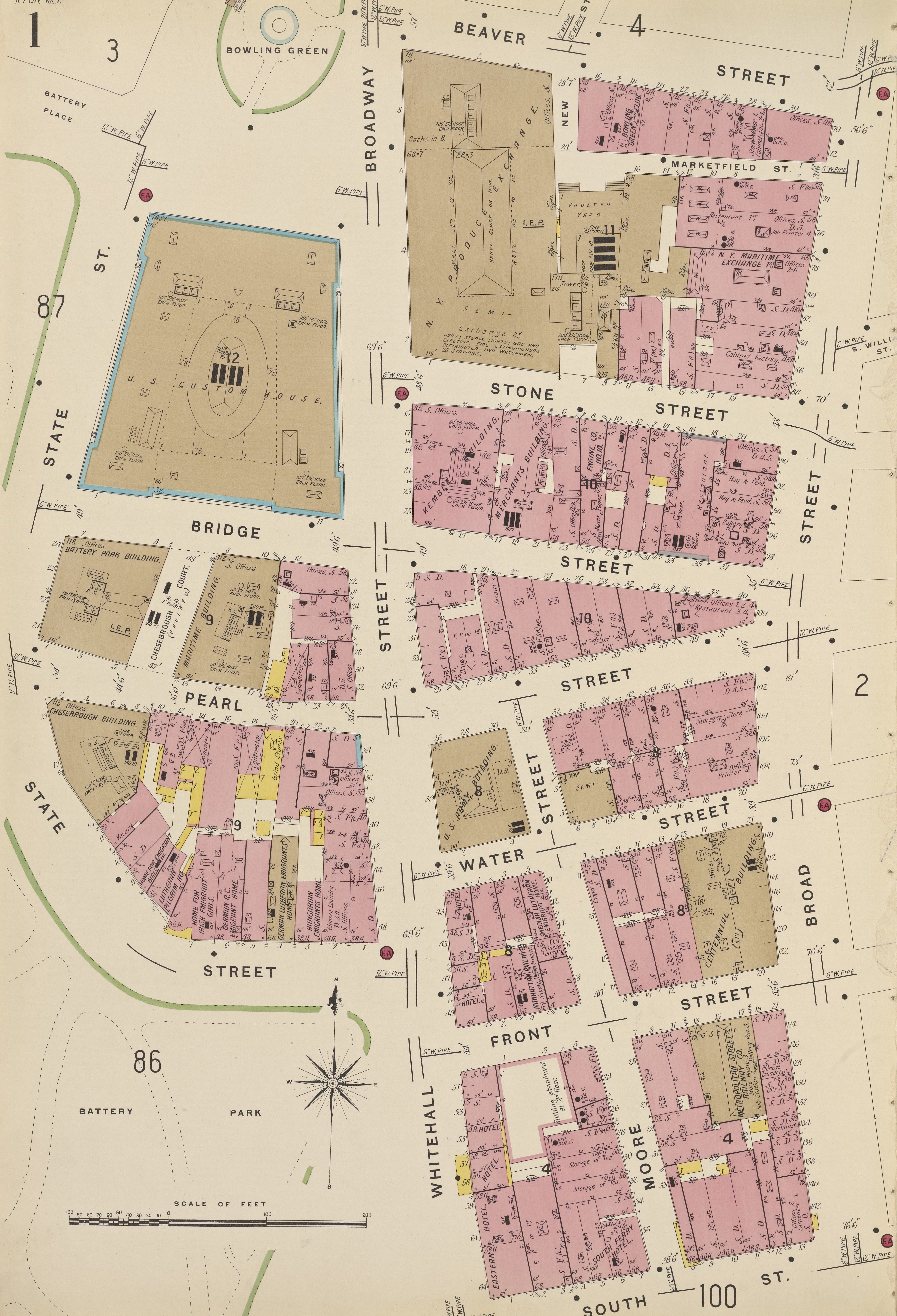
Manhattan en 1905

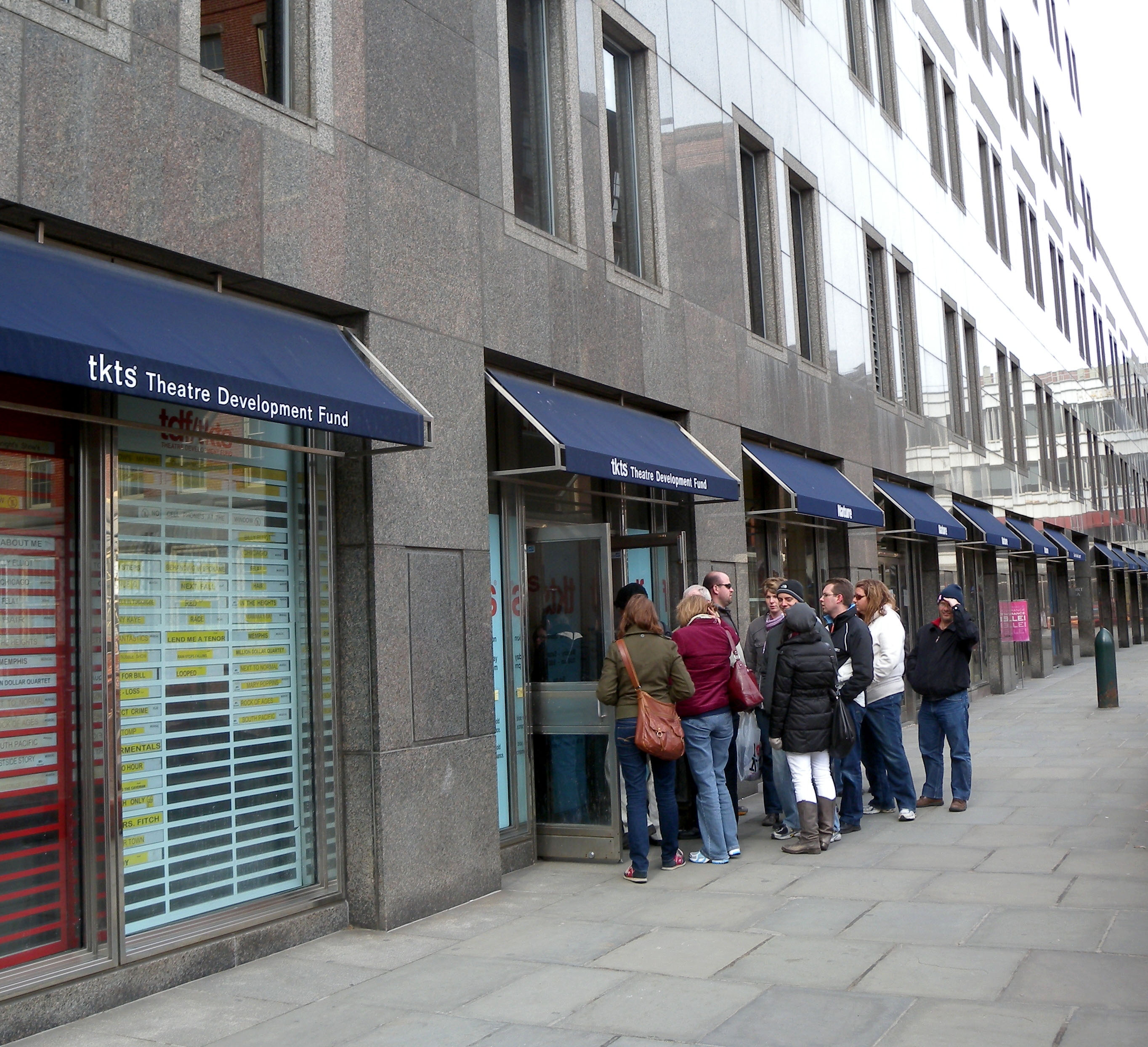
South Street Seaport

Front Street (en español: Calle Front) es una calle en lado sureste del bajo Manhattan en Nueva York. Recorre con rumbo sureste desde Dover Street cerca al puente de Brooklyn a través del South Street Seaport hasta Fulton Street en el Distrito Financiero de Manhattan.

## Historia
La línea de costa original estaba en las cercanías de la actual Pearl Street. "Una serie de lotes de agua hasta finales del siglo XVIII, la calle Front fue creada por terrenos ganados al río y sirvió como el límite este del bajo Manhattan hasta que se creó la calle South en 1810". Durante los inicios del siglo XVIII, se construyeron ensenadas artificiales para incrementar el frente del río y luego los rellenaron para que pudieran extenderse los nuevos muelles hacia aguas ma profundas para recibir naves más grandes. Las ensenadas eran ingresos de agua construidos por el hombre donde las naves podían atracar y descargar mercadería en un muelle adyacente. La mayoría de las ensenadas fueron rellenadas y luego se hicieron calles que tendían a ser más anchas que las calles que conducían a ellas.
Para la época de la revolución americana, Front Street marcaba la orilla oriental de la isla. Los dueños de los lotes de agua los rellenaron y construyeron muelles. en 1795 Ebenezer Stevens y Peter Schermerhorn compraron un lote de agua de William Beekman. Tres años después, cuatro edificios en los 220-226 de Front Street fueron construidos en la porción que había sido rellenada. Stevens, dueño de una flota de naves e importador de licor, tenía su oficina en el número 222.
Alrededor de 1798, el comerciante Matthew Howell construyó una tienda y residencia de estilo federal en el 206 Front Street que es hoy uno de los edificios más antiguos en el puerto marítimo. Ese mismo año, un edificio de ladrillos fue construido en el número 204, en el 203 se construyó un edificio similar y en 1882 se unieron para formar un hotel.
En 1800, la firma naviera de Jenkins & Havens construyó el 205 Front Street, antes de mudarse al 195, parte de Schermerhorn Row. El edificio fue utilizado como un almacén para mercadería.
En 1808, el mercader David Lydig construyó una casa en la esquina de las calles Front y Dover. Lydig era propietario de una flotilla de goletas que transportaban harina de sus molinos ubicados en la parte norte del estado a su muelle en los números 36-38 de Dover Street.
John Byvank fue propietario de un inmueble en el 181-189 de Front Street. Su hija Mary se casó con el mercader George Codwise Jr., quien construyó un muelle a lo largo del lado oriental de John Street, adyacente a Burling Slip. En 1812, Anson Green Phelps se mudó a Nueva York desde Hartford, Connecticut y empezó a hacer negocios con Elisha Peck bajo la compañía de nombre Phelps, Peck & Co. La empresa importó estaño, hojalata, hierro y latón de Inglaterra y exportó algodón del sur a las fábricas textiles en Inglaterra. Ellos fueron propietarios de dos edificios de ladrillo en esta ubicación. El número 189 fue luego propiedad de Josiah Macy, un capitán marino de Nantucket, Massachusetts, quien estableció un exitoso negocio vendiendo aceite de ballena y luego se expandió al comercio entre Nueva York y Liverpool. Su nieta estableció la Fundación Josiah Macy Jr. en honor de su padre Josiah Macy Jr. quien mantuvo el negocio de la familia.
En 1804, el establecimiento mercantil de Minturn & Champin operó en el 191 Front Street. Mintern era activo en el comercio con el imperio chino. En 1821, un incendio desturyó muchos de los edificios en lado este de Front Street.

## Era moderna

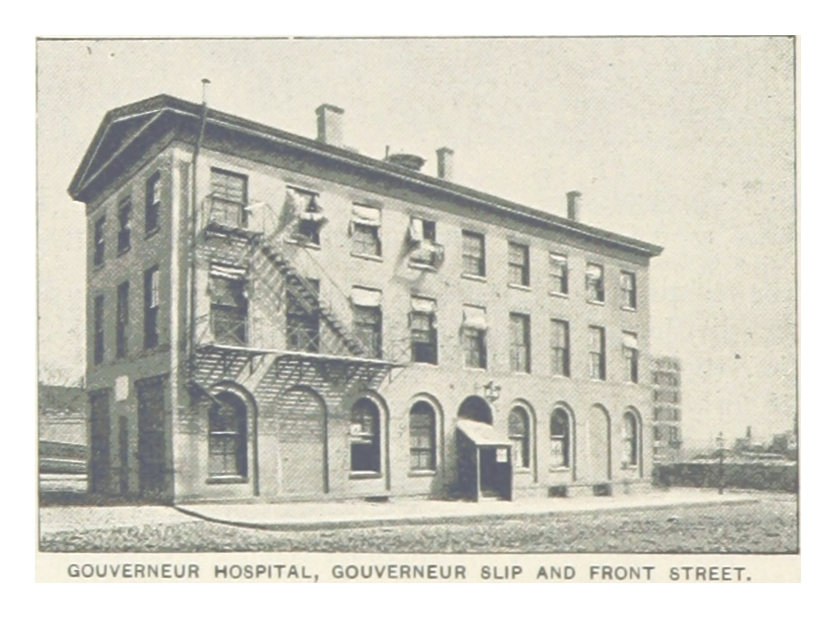
Gouverneur Hospital, Gouverneur Slip y Front Street

El Gouverneur Hospital abrió en 1885 en el sitio donde antes se ubicaba un mercado público en la esquina de Front Street y Gouverneur Slip. El hospital de cuarenta camas trató principalmente casos agudos y de emergencia. En 1901, el hospital se reubicó a una instalación más grande en Water Street.
En 1907, la Manhattan Oil Company operó desde el 51 Front Street. Desde la primavera de 1910 hasta octubre de 1913, William Ottman y su compañía tuvieron un conducto debajo de Front Street por el que llevaban salmuera para los propósitos de refrigeración desde su planta en Fulton Street hasta su almacén en Water Street. El conducto fue removido cuando la compañía dejó el mercado de la calle Fulton. Los edificios de los números 237 al 257 de Front Street fueron demolidos para la construcción de la subestación de Consolidated Edison en 1974.